# Hans Enoksen
Hans Enoksen (1956) fou Primer Ministre de Groenlàndia entre 2002 i 2009.
Parlant monolingüe de kalaallisut, ha estat membre del parlament de Groenlàndia des de 1995. Ha estat Ministre de pesca, cacera i assentaments, i cap del partit polític Siumut des del 2001. Fou escollit primer ministre el 14 de desembre de 2002, el seu partit només va obtenir el 28%, una caiguda del 7% des de les eleccions del 1999, però encara guanyà. Després de les eleccions concretà una aliança amb el partit Inuit Ataqatigiit. Els dos discutiren com canviar l'acord amb Dinamarca i amb els EUA sobre com havia de rebre una compensació Groenlàndia per la base militar de Thule.